# Пастернак Віктор Степанович
Ві́ктор Степа́нович Пастерна́к (4 січня 1931, село Бірія, тепер Чернишевського району Забайкальського краю, Російська Федерація — 28 лютого 2013, місто Москва, тепер Російська Федерація) — радянський державний діяч, 1-й секретар Хабаровського крайового комітету КПРС, голова виконавчого комітету Хабаровської крайової ради. Депутат Верховної Ради СРСР 11-го скликання.

## Життєпис
Народився в селянській родині. Батько походив із Новозибківського району Чернігівської губернії. У 1933 році родину вислали в Кербінський район Нижньо-Амурської області.
У 1938 році пішов до першого класу школи копальні Веселий району імені Поліни Осипенко Хабаровського краю. Потім навчався в інтернаті, в школах сіл імені П. Осипенко та Херпучах, у Веселогірській середній школі-інтернаті Хабаровського краю. У 1947 році вступив до комсомолу.
У 1948—1953 роках — студент механічного факультету Хабаровського інституту інженерів залізничного транспорту.
У 1953—1954 роках — помічник машиніста паровоза, інженер-технолог паровозного депо станції Хабаровськ-2.
У 1954—1955 роках — старший лаборант кафедри електроніки Хабаровського інституту інженерів залізничного транспорту.
З січня 1955 по лютий 1961 року — слюсар, інженер-конструктор, майстер з ремонту кранів, помічник з обладнання начальників прокатного та мартенівського цехів заводу «Амурсталь» у місті Комсомольську-на-Амурі Хабаровського краю.
Член КПРС з 1959 року.
З лютого 1961 по березень 1963 року — головний інженер кисневого заводу в місті Хабаровську.
У березні 1963—1966 роках — 2-й секретар Індустріального районного комітету КПРС міста Хабаровська.
У 1966—1973 роках — секретар, 2-й секретар Хабаровського міського комітету КПРС.
У вересні 1973—1976 роках — 2-й секретар Єврейського обласного комітету КПРС Хабаровського краю.
У 1976 — 15 грудня 1981 року — 1-й заступник голови виконавчого комітету Хабаровської крайової ради народних депутатів.
15 грудня 1981 — 8 квітня 1986 року — голова виконавчого комітету Хабаровської крайової ради народних депутатів.
У квітні 1986 —  жовтні 1988 року — завідувач відділу транспорту та зв'язку ЦК КПРС.
28 вересня 1988 — 17 квітня 1990 року — 1-й секретар Хабаровського крайового комітету КПРС.
Потім — на пенсії в Москві. Помер 28 лютого 2013 року в Москві.

## Нагороди
- орден Трудового Червоного Прапора
- орден «Знак Пошани»
- медалі